# 鄭軾
鄭軾（1449年—？），字式之，江西廣信府永豐縣人，民籍，明朝政治人物。

## 生平
江西鄉試第四十九名舉人。成化十七年（1481年）中式辛丑科會試第一百八十五名，三甲第一百三十六名進士。授浙江餘杭縣知縣，行取南京都察院理刑，弘治三年（1490年）四月實授南京浙江道监察御史，十年二月升湖广按察司佥事，十五年十二月升四川按察司副使。

## 家族
曾祖鄭大德；祖父鄭應麟；父鄭懷，推官。母余氏。慈侍下。弟輕、轍。